# Salisbury City FC
Salisbury City FC (celým názvem: Salisbury City Football Club) byl anglický fotbalový klub, který sídlil ve městě Salisbury v nemetropolitním hrabství Wiltshire. Založen byl v roce 1947 pod názvem Salisbury FC, zanikl v roce 2014 kvůli finančním problémům. Po jeho zániku založili klubový příznivci nový klub Salisbury FC, který pro sezónu 2015/16 přihlásili do Wessex Football League Premier Division (9. nejvyšší soutěž).
Své domácí zápasy odehrával na The Raymond McEnhill Stadium s kapacitou 5 000 diváků.

## Historie

### Počátky (1947–1992)
Dnešní podoba klubu Salisbury City vznikla v roce 1947, tehdy s názvem Salisbury FC. Klub z tohoto městečka existoval už na začátku minulého století, ale po vzniknutí v roce 1906 opět po pěti letech zanikl.
Salisbury začalo hrát v amatérské soutěži Western League, tedy v 9. anglické lize. V letech 1958 a 1961 ji sice dvakrát vyhrálo, ale muselo čekat až do roku 1968 než bylo vybráno do Southern Football League, konkré. Mezitím se The Whites i čtyřikrát přes předkola dostali do prvního kola FA Cupu, jednou dokonce i do kola druhého, což na tým z deváté ligy nebyl špatný počin.
Téměř dalších dvacet let hrálo Salisbury osmou nejvyšší soutěž, až v roce 1986 skončilo druhé za Cambridge City FC a postoupilo do sedmé ligy, tedy do Southern League Premier Division (dále už jen Premier Division). Jejich působení v této soutěži trvalo však pouze jeden rok, po kterém se The Whites vrátili o soutěž níže.

### Vzestup klubu (1992–2002)
Velký zlom v historii klubu nastal na počátku devadesátých let. V roce 1992 si klub změnil název na Salisbury City, stal se poloprofesionálním a poprvé postoupil i do prvního kola profesionálního FA Cupu. V sezóně 1992/1993 dokonce podruhé v historii skončil na druhém místě v osmé lize, jenže kvůli nevyhovujícím podmínkám stadionu byla jeho účast v Premier Division odmítnuta. Klub tak musel svůj stánek Victoria Park rekonstruovat a až po titulu z roku 1995 do Premier Division zaslouženě postoupil.
V roce 1997 klub koupil obchodník a rodák ze Salisbury Raymond McEnhill, který Salisbury postavil nový stadion, který pojmenoval The Raymond McEnhill Stadium. Tak se stánek s kapacitou tří a půl tisíce diváků jmenuje dodnes.
Salisbury se v Premier Division bez problémů drželo dlouhých sedm let, až byl kvůli problémům s vedením v roce 2002 z funkce propuštěn manažer Geoff Butler, který byl ve funkci dlouhých sedmnáct let. Z velké části tedy právě on stál za skvělým obdobím klubu, které trvalo právě od jeho příchodu v roce 1985. O rok později klub totiž poprvé postoupil do sedmé ligy.

### Novodobá historie (2002–2014)
Zpět do jednadvacátého století. Klub po odchodu Butlera zasáhly velké problémy, sestoupil a nebýt Neville Beala, pravděpodobně by zbankrotoval. Bývalý hráč Whites klub koupil, zachránil od bankrotu a do pozice manažera jmenoval Nicka Holmese, bývalého obránce Southamptonu. Ten byl sice naprosto bez manažerských zkušeností, ale klub vytáhl zpět do sedmé ligy. Díky reorganizaci anglického fotbalového systému lig mu k tomu stačilo šesté místo v osmé lize. Salisbury se tak na sezónu 2004/05 zařadil do Isthmian Premier Division, aby se o rok později vrátil v rámci stejné úrovně do Southern League Premier Division. Tu v sezóně 2005/06 vyhrál a postoupil do Conference South, tedy do šesté ligy.
V sezóně 2006/2007, která je považována za nejlepší v historii klubu, Salisbury dokázalo postoupit přes kvalifikaci až do druhého kola FA Cupu, kde pořádně potrápilo slavný Nottingham Forest. Na domácím hřišti před rekordní návštěvou 3 100 diváků a kamerami BBC One s Nottinghamem remizovalo 1:1. V opakovaném utkání Whites sice na soupeřově hřišti prohráli 0:2, přesto byli pro město hrdiny. Jenže tím sezóna nekončila, tým vedený Nickem Holmesem dokráčel až do čtvrtfinále FA Trophy, kde byl vyřazen pozdějším vítězem Stevenage Borough. A třešničku na dortu přidali hráči v ligové soutěži. Nejenže během první sezóny v Conference South si dokázali vybojovat místo v baráži, play-off v boji o postup vyhráli, postoupili do Football Conference a stali se profesionálním týmem. Zápas s Braintree Town FC na stadionu Stevenage rozhodl svým třicátým gólem v sezóně kanonýr Matt Tubbs. V první sezóně v Conferenci ale Whites rozhodně nehráli druhé housle a na nováčka skončili na skvělém dvanáctém místě. V roce 2014 se klub odhlásil z Conference Premier kvůli stále narůstajícím dluhům a pro sezónu 2014/15 svůj mužský tým nepřihlásil do žádné soutěže.

## Historické názvy
Zdroj: 
- 1947 – Salisbury FC (Salisbury Football Club)
- 1993 – Salisbury City FC (Salisbury City Football Club)
- 2014 – zánik

## Získané trofeje
- Hampshire Senior Cup ( 2× )
  - 1961/62, 1963/64

## Úspěchy v domácích pohárech
Zdroj: 
- FA Cup
  - 3. kolo: 2011/12
- FA Trophy
  - Semifinále: 2009/10

## Umístění v jednotlivých sezonách
Stručný přehled
Zdroj: 
- 1947–1948: Western Football League (Division Two)
- 1948–1960: Western Football League (Division One)
- 1960–1968: Western Football League
- 1968–1971: Southern Football League (Division One)
- 1971–1979: Southern Football League (Division One South)
- 1979–1986: Southern Football League (Southern Division)
- 1986–1987: Southern Football League (Premier Division)
- 1987–1995: Southern Football League (Southern Division)
- 1995–2002: Southern Football League (Premier Division)
- 2002–2004: Southern Football League (Eastern Division)
- 2004–2005: Isthmian League (Premier Division)
- 2005–2006: Southern Football League (Premier Division)
- 2006–2007: Conference South
- 2007–2010: Conference Premier
- 2010–2011: Southern Football League (Premier Division)
- 2011–2013: Conference South
- 2013–2014: Conference Premier

Jednotlivé ročníky
Zdroj: 
Legenda: Z - zápasy, V - výhry, R - remízy, P - porážky, VG - vstřelené góly, OG - obdržené góly, +/- - rozdíl skóre, B - body, červené podbarvení - sestup, zelené podbarvení - postup, fialové podbarvení - reorganizace, změna skupiny či soutěže
| Anglie (1947 – 2014) |                                               |        |    |    |    |    |     |    |      |    |        |
| Sezóny               | Liga                                          | Úroveň | Z  | V  | R  | P  | VG  | OG | +/-  | B  | Pozice |
| 1947/48              | Western Football League (Division Two)        | –      | 34 | 29 | 1  | 4  | 145 | 33 | +112 | 59 | 1.     |
| 1948/49              | Western Football League (Division One)        | –      | 34 | 17 | 5  | 12 | 78  | 51 | +27  | 39 | 6.     |
| 1949/50              | Western Football League (Division One)        | –      | 34 | 14 | 3  | 17 | 64  | 66 | -2   | 31 | 11.    |
| 1950/51              | Western Football League (Division One)        | –      | 34 | 14 | 7  | 13 | 65  | 55 | +10  | 35 | 8.     |
| 1951/52              | Western Football League (Division One)        | –      | 34 | 10 | 9  | 15 | 62  | 68 | -6   | 29 | 12.    |
| 1952/53              | Western Football League (Division One)        | –      | 32 | 11 | 10 | 11 | 60  | 65 | -5   | 32 | 8.     |
| 1953/54              | Western Football League (Division One)        | –      | 34 | 17 | 6  | 11 | 74  | 60 | +14  | 40 | 6.     |
| 1954/55              | Western Football League (Division One)        | –      | 34 | 17 | 8  | 9  | 71  | 50 | +21  | 42 | 4.     |
| 1955/56              | Western Football League (Division One)        | –      | 32 | 17 | 7  | 8  | 64  | 31 | +33  | 41 | 5.     |
| 1956/57              | Western Football League (Division One)        | –      | 36 | 20 | 5  | 11 | 98  | 60 | +38  | 45 | 3.     |
| 1957/58              | Western Football League (Division One)        | –      | 36 | 18 | 11 | 7  | 55  | 30 | +25  | 47 | 1.     |
| 1958/59              | Western Football League (Division One)        | –      | 36 | 24 | 3  | 9  | 91  | 53 | +38  | 51 | 2.     |
| 1959/60              | Western Football League (Division One)        | –      | 36 | 20 | 7  | 9  | 85  | 43 | +42  | 47 | 2.     |
| 1960/61              | Western Football League                       | –      | 40 | 31 | 4  | 5  | 135 | 42 | +93  | 66 | 1.     |
| 1961/62              | Western Football League                       | –      | 38 | 27 | 2  | 9  | 105 | 41 | +64  | 56 | 2.     |
| 1962/63              | Western Football League                       | –      | 42 | 21 | 9  | 12 | 89  | 56 | +33  | 51 | 6.     |
| 1963/64              | Western Football League                       | –      | 42 | 21 | 8  | 13 | 80  | 61 | +19  | 50 | 6.     |
| 1964/65              | Western Football League                       | –      | 42 | 17 | 9  | 16 | 80  | 67 | +13  | 43 | 10.    |
| 1965/66              | Western Football League                       | –      | 34 | 12 | 8  | 14 | 62  | 57 | +5   | 32 | 10.    |
| 1966/67              | Western Football League                       | –      | 40 | 22 | 9  | 9  | 83  | 54 | +29  | 53 | 4.     |
| 1967/68              | Western Football League                       | –      | 40 | 28 | 3  | 9  | 105 | 35 | +70  | 59 | 2.     |
| 1968/69              | Southern Football League (Division One)       | –      | 42 | 20 | 6  | 16 | 69  | 52 | +17  | 46 | 8.     |
| 1969/70              | Southern Football League (Division One)       | –      | 42 | 12 | 14 | 16 | 47  | 53 | -6   | 38 | 15.    |
| 1970/71              | Southern Football League (Division One)       | –      | 38 | 13 | 7  | 18 | 56  | 60 | -4   | 33 | 14.    |
| 1971/72              | Southern Football League (Division One South) | –      | 30 | 10 | 7  | 13 | 45  | 44 | +1   | 27 | 11.    |
| 1972/73              | Southern Football League (Division One South) | –      | 42 | 14 | 10 | 18 | 49  | 60 | -11  | 38 | 18.    |
| 1973/74              | Southern Football League (Division One South) | –      | 38 | 10 | 9  | 19 | 40  | 60 | -20  | 29 | 17.    |
| 1974/75              | Southern Football League (Division One South) | –      | 38 | 9  | 11 | 18 | 45  | 66 | -21  | 29 | 16.    |
| 1975/76              | Southern Football League (Division One South) | –      | 38 | 17 | 11 | 10 | 73  | 53 | +20  | 45 | 4.     |
| 1976/77              | Southern Football League (Division One South) | –      | 34 | 15 | 11 | 8  | 57  | 39 | +18  | 41 | 5.     |
| 1977/78              | Southern Football League (Division One South) | –      | 38 | 21 | 10 | 7  | 60  | 27 | +33  | 52 | 3.     |
| 1978/79              | Southern Football League (Division One South) | –      | 40 | 13 | 10 | 17 | 47  | 51 | -4   | 36 | 15.    |
| 1979/80              | Southern Football League (Southern Division)  | –      | 46 | 10 | 12 | 24 | 47  | 58 | -11  | 23 | 23.    |
| 1980/81              | Southern Football League (Southern Division)  | –      | 46 | 14 | 8  | 24 | 57  | 76 | -19  | 36 | 20.    |
| 1981/82              | Southern Football League (Southern Division)  | –      | 46 | 16 | 10 | 20 | 64  | 81 | -17  | 42 | 17.    |
| 1982/83              | Southern Football League (Southern Division)  | –      | 34 | 14 | 10 | 10 | 58  | 49 | +9   | 52 | 6.     |
| 1983/84              | Southern Football League (Southern Division)  | –      | 38 | 17 | 8  | 13 | 61  | 48 | +13  | 59 | 9.     |
| 1984/85              | Southern Football League (Southern Division)  | –      | 38 | 19 | 5  | 14 | 55  | 54 | +1   | 62 | 6.     |
| 1985/86              | Southern Football League (Southern Division)  | –      | 40 | 24 | 8  | 8  | 84  | 51 | +30  | 80 | 2.     |
| 1986/87              | Southern Football League (Premier Division)   | 6      | 42 | 12 | 7  | 23 | 52  | 82 | -30  | 43 | 19.    |
| 1987/88              | Southern Football League (Southern Division)  | 7      | 40 | 24 | 11 | 5  | 71  | 33 | +38  | 83 | 3.     |
| 1988/89              | Southern Football League (Southern Division)  | 7      | 42 | 20 | 5  | 17 | 79  | 58 | +21  | 65 | 9.     |
| 1989/90              | Southern Football League (Southern Division)  | 7      | 42 | 21 | 9  | 12 | 72  | 50 | +22  | 72 | 5.     |
| 1990/91              | Southern Football League (Southern Division)  | 7      | 40 | 22 | 11 | 7  | 63  | 39 | +24  | 77 | 3.     |
| 1991/92              | Southern Football League (Southern Division)  | 7      | 42 | 13 | 16 | 13 | 67  | 51 | +16  | 55 | 12.    |
| 1992/93              | Southern Football League (Southern Division)  | 7      | 42 | 27 | 7  | 8  | 87  | 50 | +37  | 88 | 2.     |
| 1993/94              | Southern Football League (Southern Division)  | 7      | 42 | 26 | 10 | 6  | 90  | 39 | +51  | 88 | 4.     |
| 1994/95              | Southern Football League (Southern Division)  | 7      | 42 | 30 | 7  | 5  | 88  | 37 | +51  | 97 | 1.     |
| 1995/96              | Southern Football League (Premier Division)   | 6      | 42 | 14 | 10 | 18 | 57  | 69 | -12  | 52 | 15.    |
| 1996/97              | Southern Football League (Premier Division)   | 6      | 42 | 15 | 13 | 14 | 57  | 66 | -9   | 58 | 12.    |
| 1997/98              | Southern Football League (Premier Division)   | 6      | 42 | 12 | 12 | 18 | 53  | 72 | -19  | 48 | 18.    |
| 1998/99              | Southern Football League (Premier Division)   | 6      | 42 | 16 | 12 | 14 | 56  | 61 | -5   | 60 | 12.    |
| 1999/00              | Southern Football League (Premier Division)   | 6      | 42 | 14 | 8  | 20 | 70  | 84 | -14  | 50 | 16.    |
| 2000/01              | Southern Football League (Premier Division)   | 6      | 42 | 17 | 8  | 17 | 64  | 69 | -5   | 59 | 13.    |
| 2001/02              | Southern Football League (Premier Division)   | 6      | 42 | 6  | 8  | 28 | 36  | 87 | -51  | 26 | 22.    |
| 2002/03              | Southern Football League (Eastern Division)   | 7      | 42 | 27 | 8  | 7  | 81  | 42 | +39  | 86 | 4.     |
| 2003/04              | Southern Football League (Eastern Division)   | 7      | 42 | 21 | 11 | 10 | 73  | 45 | +28  | 74 | 6.     |
| 2004/05              | Isthmian League (Premier Division)            | 7      | 42 | 16 | 9  | 17 | 60  | 64 | -4   | 57 | 12.    |
| 2005/06              | Southern Football League (Premier Division)   | 7      | 42 | 30 | 5  | 7  | 83  | 27 | +56  | 95 | 1.     |
| 2006/07              | Conference South                              | 6      | 42 | 21 | 12 | 9  | 65  | 37 | +28  | 75 | 2.     |
| 2007/08              | Conference Premier                            | 5      | 46 | 18 | 14 | 14 | 70  | 60 | +10  | 68 | 12.    |
| 2008/09              | Conference Premier                            | 5      | 46 | 14 | 13 | 19 | 54  | 64 | -10  | 55 | 16.    |
| 2009/10              | Conference Premier                            | 5      | 44 | 21 | 5  | 18 | 58  | 63 | -5   | 58 | 12.    |
| 2010/11              | Southern Football League (Premier Division)   | 7      | 40 | 23 | 10 | 7  | 82  | 45 | +37  | 75 | 3.     |
| 2011/12              | Conference South                              | 6      | 42 | 15 | 12 | 15 | 55  | 54 | +1   | 57 | 10.    |
| 2012/13              | Conference South                              | 6      | 42 | 25 | 8  | 9  | 80  | 47 | +33  | 82 | 2.     |
| 2013/14              | Conference Premier                            | 5      | 46 | 19 | 10 | 17 | 58  | 63 | -5   | 67 | 12.    |